# بازحیدر
بازحیدر، روستایی از توابع بخش مرکزی شهرستان زبرخان در استان خراسان رضوی ایران است.

## جمعیت
این روستا در دهستان زبرخان قرار دارد و براساس سرشماری مرکز آمار ایران در سال 1395 ، جمعیت آن 108 نفر (45 خانوار) بوده‌است.